# L'Alsace au siècle de la Réforme (1482-1621)
L'Alsace au siècle de la Réforme (1482-1621), textes et documents, de Jean Lebeau et Jean-Marie Valentin, est un ouvrage destiné aux étudiants et aux chercheurs, initié par Jean Lebeau en 1977 et publié aux Presses universitaires de Nancy en 1985.

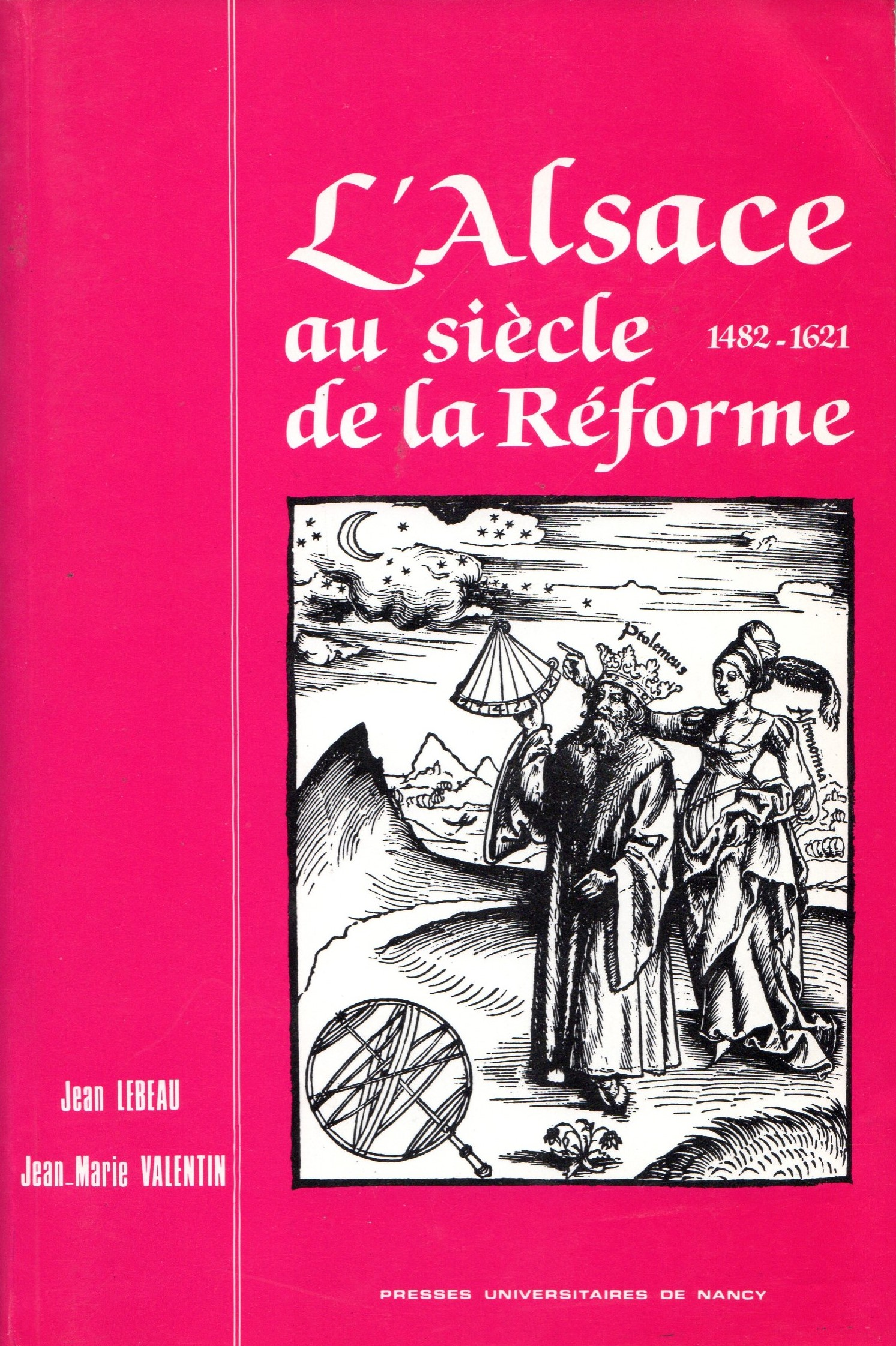
Couverture du livre, comportant une reproduction de L'Astronomie guidant Ptolémée dans le déchiffrement de l'univers, gravure, vers 1500

## Le tableau synthétique d'une société

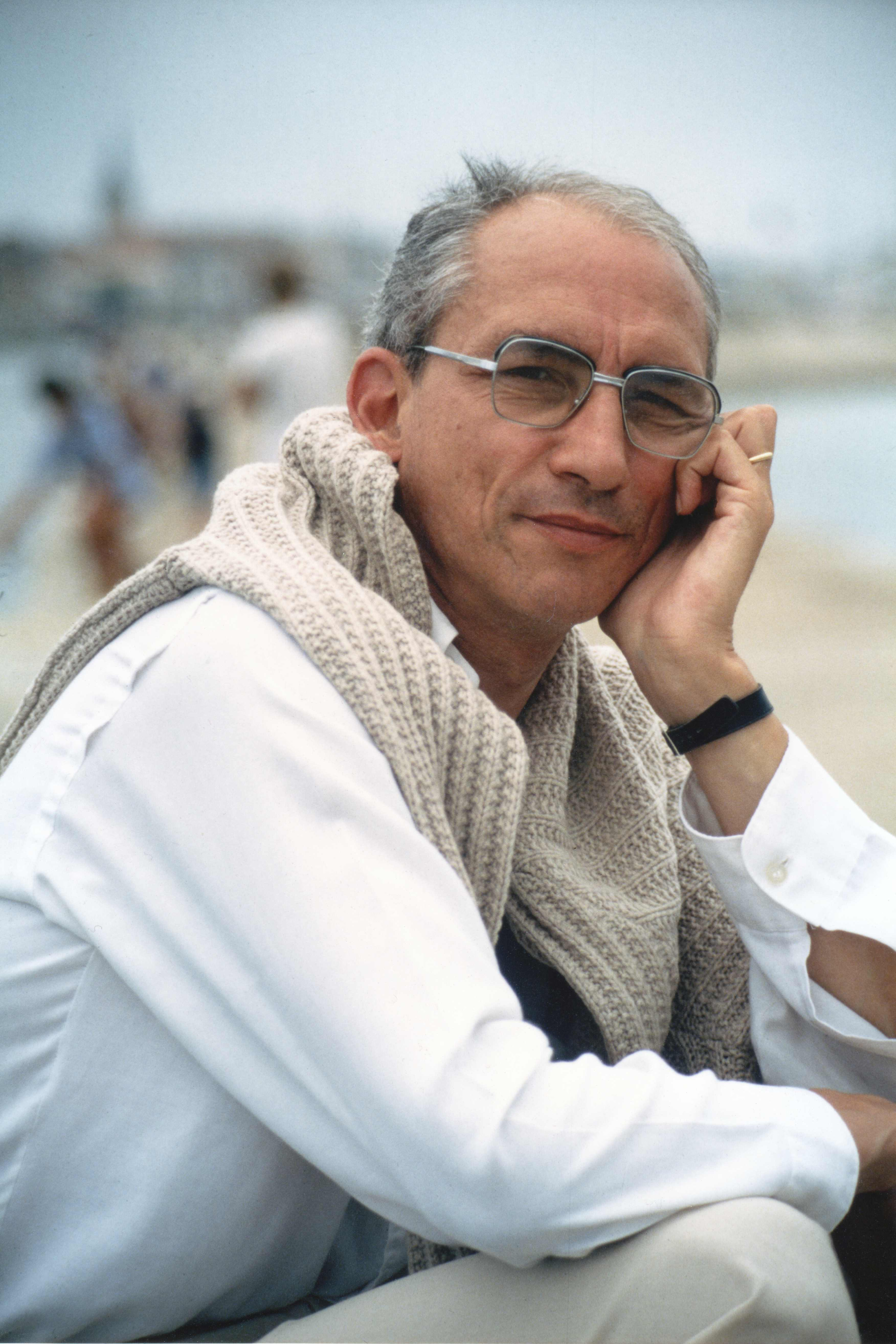
Jean Lebeau (1926-1985).

L'Alsace au siècle de la Réforme (1482-1621) est une exploration historique, théologique et humaniste de l'Alsace en son « siècle d'or ». L'époque qu'il choisit d'illustrer commence en 1482, lorsque fut fixée la charte constitutionnelle de la ville impériale libre de Strasbourg, et s'achève en 1621, début de la guerre de Trente Ans.
Fruit de la collaboration d'une équipe de germanistes, d'historiens, de théologiens mais aussi de chercheurs allemands ou belges, il contient des textes anciens inédits et non réimprimés en français, en allemand et en latin.

## Les thèmes abordés
1. Le cadre historique
2. La vie religieuse
3. L'humanisme et ses prolongements
4. La vie littéraire

## Les contributeurs
Ont collaboré à cet ouvrage :
- Philippe Denis O.P., historien. Rixensart (Belgique).
- François-Joseph Fuchs, directeur honoraire des Archives municipales de Strasbourg.
- Kaspar Von Greyerz, historien. Institut historique allemand (Londres).
- Jean-Pierre Kintz, professeur d'histoire moderne. Université de Haute Alsace (Mulhouse).
- Jean Lebeau, Professeur à l'Université de Strasbourg II (Institut d'études allemandes).
- Marc Lienhard, professeur à l'Université de Strasbourg II (Faculté de théologie protestante).
- Dieter Mertens (de), historien. Université de Fribourg-en-Brisgau (Allemagne).
- Francis Rapp, professeur d'Histoire du Moyen Âge à l'Université de Strasbourg II. Directeur de l'Institut des hautes études germaniques.
- Jacques Ride, Professeur à l'Université de Paris-Sorbonne (Paris IV. U.E.R. d'études germaniques).
- Jean Rott, Docteur-ès-lettres. Archiviste paléographe. Ancien chargé de recherches au C.N.R.S.
- Bernard Roussel, maître-assistant à l'Université de Strasbourg II (Faculté de théologie protestante).
- Anton Schindling (de), professeur d'histoire moderne à l'Université de Würzbourg (Allemagne).
- Christiane Trometer, professeur d'allemand à Walbourg (Bas-Rhin).
- Jean-Marie Valentin, professeur à l'Université de Paris-Sorbonne (Paris IV. U.E.R d'études germaniques).
- Bernard Vogler, professeur d'histoire moderne à l'Université de Strasbourg II. Directeur de l'Institut sur l'histoire de l'Alsace.

## Prix
L'ouvrage a obtenu le prix Maurice Betz de l'Académie d'Alsace.

## Recensions
- Pays d'Alsace, revue de la Société d'histoire et d'archéologie de Saverne et environs, 1986, Notes de lecture par H. H.[2]
- Revue des Sciences Religieuses, année 1986, 60-1-2, p. 122, compte rendu de René Epp
- (en) Daphnis, vol. 16, 1987, issue 3, pp. 521-524, review by Leonard Foster
- (en) Journal of Ecclesiastical History, vol. 38, issue 3, July 1987, p. 493, short notice by R. W. Scribner, Clare College, Cambridge
- (de) Colloquia Germanica, vol. 20, No. 4 (1987), pp. 369-371, review by Peter Schäffer
- (en) Renaissance Quarterly, vol. 39, Autumn 1986, pp. 523-524, review by Frank L. Borchardt

## Accueil critique
Pour René Epp, « l'ouvrage nous présente des documents de première importance qui nous font revivre concrètement ce grand siècle que fut pour l'Alsace le seizième ».
R. W. Scribner, pour sa part, regrette que l'ouvrage n'accorde pas davantage de place aux autres villes que Strasbourg et aux campagnes de la région. Il constate que les documents sur la vie sociale et économique occupent quatre fois moins de place que ceux sur l'humanisme et la vie littéraire.
H. H., de la Société d'histoire et d'archéologie de Saverne et environs, voit dans l'ouvrage « un instrument de recherche, destiné à l'étude, à l'initiation et à l'approche du document, [...] qui devrait créer une émulation parmi les chercheurs et les étudiants ».

## Liens
- catalogue Sudoc